# أريشيل هيرنانديز
 أريشيل هيرنانديز مورا (مواليد 15 أغسطس 1988) هو لاعب كرة قدم كوبي دولي. وبدء مسيرة كرة القدم اول نادي لعبها villa clara و بعدها انتقل نادي الهلال السعودي وسجل اهداف مع النادي الهلال 106 اهداف وبعدها انتقل نادي الشباب السعودي

## نادي الوظيفي
لعب هيرنانديز لفريقه فيلا كلارا ‏ الإقليمي وسمح له الاتحاد الكوبي لكرة القدم بالانتقال إلى الخارج للانضمام إلى الفريق قالب:Ill-WD2البندي إنديبندينتي دي لا كوريرا في سبتمبر 2017. 

## مهنة دولية
شارك هيرنانديز في دورة الألعاب الأولمبية لأمريكا الوسطى والكاريبي 2014 ‏ وفي بطولة CONCACAF للرجال المؤهلة إلى أولمبياد 2012 .
قام بأول مباراة له في 22 فبراير 2012 ضد جامايكا في مباراة دولية ودية  وحصل حتى 11 يناير على ما مجموعه 11 مباراة دولية ولم يسجل أي أهداف. مثل بلده في مباراتي تصفيات كأس العالم FIFA ولعب في كأس العالم تحت 20 سنة 2013 FIFA . 
تم استدعائه إلى كأس الكأس الذهبية CONCACAF 2015 من قبل كوبا لكنه لم يتمكن من المشاركة في المسابقة بسبب عدم تمكنه من الحصول على تأشيرة دخول إلى الولايات المتحدة. كان هو وعدة أشخاص آخرين من المنتخب الوطني الكوبي لكرة القدم تحت 23 عامًا في أنتيغوا يلعبون في القسم الكاريبي من مسابقة التصفيات المؤهلة لبطولة الكونكاكاف رجال للأولمبياد 2015 ‏ ، وكانت هناك تعقيدات إدارية.

### الأهداف الدولية
العشرات والنتائج قائمة هدف كوبا أولا. 
| لا. | تاريخ          | مكان                               | الخصم                  | أحرز هدفا | نتيجة | منافسة |
| --- | -------------- | ---------------------------------- | ---------------------- | --------- | ----- | ------ |
| 1.  | 29 سبتمبر 2018 | استاد بيدرو ماريرو ، هافانا ، كوبا | وصلة=\|حدود جزر كايمان | ؟ -0      | 5-0   | ودود   |
| 2.  | 27 فبراير 2019 | استاد بيدرو ماريرو ، هافانا ، كوبا | وصلة=\|حدود برمودا     | 2 -0      | 5-0   | ودود   |
| 3.  | 27 فبراير 2019 | استاد بيدرو ماريرو ، هافانا ، كوبا | وصلة=\|حدود برمودا     | 3 -0      | 5-0   | ودود   |

## روابط خارجية
- أريشيل هيرنانديز على موقع قاعدة بيانات كرة القدم.إي يو (الإنجليزية)
- أريشيل هيرنانديز على موقع ناشيونال فوتبول تيمز (الإنجليزية)
- أريشيل هيرنانديز على موقع Soccerway.com (الإنجليزية)
- أريشيل هيرنانديز على موقع عالم كرة القدم.نت (الإنجليزية)
- أريشيل هيرنانديز على موقع GSA (الإنجليزية)